# Trindade (Beja)
Trindade is een plaats (freguesia) in de Portugese gemeente Beja en telt 345 inwoners (2001).